# Malkajgiri
Malkajgiri é uma cidade e município do distrito de Rangareddi no estado de Andhra Pradesh (no sul da Índia), com uma população de aproximadamente 175.000 habitantes. Malkajgiri dista apenas 5 km de Secunderabad, uma das cidade gémeas.  O famoso templo de Vijaya Vinayaka está situado em Malkajgiri.